# Slave to the Rhythm (EP)
Slave to the Rhythm (9 tracks) es un EP de Grace Jones lanzado el año 1994. El EP son nueve remixes de la canción "Slave to the Rhythm", uno de los mayores éxitos de Jones.

## Lista de canciones
- "Slave to the Rhythm" fue escrita por Bruce Woolley, Simon Darlow, Stephen Lipson y Trevor Horn.

1. "Slave to the Rhythm" (Mix) - 4:28
2. "Slave to the Rhythm" (Original 7") - 4:22
3. "Slave to the Rhythm" (The T-empo Grace in Your Face '94 Overture) - 8:29
4. "Slave to the Rhythm" (Love to Infinity Classic Paradise 12 Inch) - 7:44
5. "Slave to the Rhythm" (Blooded) - 8:26
6. "Slave to the Rhythm" (Ollie D House Mix) - 5:37
7. "Slave to the Rhythm" (Mix) - 6:25
8. "Slave to the Rhythm" (D Monster Mix) - 9:51
9. "Slave to the Rhythm" (Mix) - 5:24

## Personal y producción
- Grace Jones - canto
- Trevor Horn - productor
- Olli Dagois - productor, remezclado
- Dancin' Danny D - productor, remezclado
- Jean-Paul Goude - diseño
- S.J. Lipson - asistente de producción
- Darrin Tidsey - edición